# Maison au 14, rue des Juifs à Riquewihr
La maison au 14, rue des Juifs est un monument historique situé à Riquewihr, dans le département français du Haut-Rhin.

## Localisation
Ce bâtiment est situé au 14, rue des Juifs à Riquewihr.

## Historique
L'édifice fait l'objet d'une inscription au titre des monuments historiques depuis 1981.